# 阿祖瓦地区西尔丰泰内
阿祖瓦地区西尔丰泰内（法語：Cirfontaines-en-Azois）是法国上马恩省的一个市镇，属于绍蒙区（Chaumont）沙托维兰县（Châteauvillain）。该市镇总面积11.61平方公里，2009年时的人口为202人。

## 人口
阿祖瓦地区西尔丰泰内人口变化图示